# Dipsalidictis
Dipsalidictis is een geslacht van uitgestorven roofzoogdieren behorend tot de familie Oxyaenidae van de Creodonta dat in het Laat-Paleoceen en Vroeg-Eoceen in Noord-Amerika leefde.

## Fossiele vondsten
Fossielen van Dipsalidictis zijn gevonden in de Amerikaanse staten Colorado, Utah en Wyoming. De vondsten dateren uit de North American Land Mammal Ages Clarkforkian en Wasatchian.

## Kenmerken
Dipsalidictis was een carnivoor. De bouw van het skelet van Dipsalidictis transiens met mobiele elleboog- en enkelgewrichten en de structuur van de voeten wijst er op dat het vermoedelijk een goede klimmer was. Een afgietsel van de schedel van Dipsalidictis krausei wijst op een relatief grote bulbus olfactorius, passend bij een goed ontwikkelde reukzin.